# Elsighorn
Elsighorn är en bergstopp i Schweiz.   Den ligger i distriktet Frutigen-Niedersimmental och kantonen Bern, i den centrala delen av landet, 50 km söder om huvudstaden Bern. Toppen på Elsighorn är 2 341 meter över havet, eller 291 meter över den omgivande terrängen. Bredden vid basen är 2,3 km.
Terrängen runt Elsighorn är huvudsakligen bergig. Närmaste större samhälle är Frutigen, 5,9 km norr om Elsighorn. 
Trakten runt Elsighorn består i huvudsak av gräsmarker. Runt Elsighorn är det glesbefolkat, med 14 invånare per kvadratkilometer.